# Nová Buková
Pour les articles homonymes, voir Buková.
Nová Buková (en allemand : Neu Bukowa) est une commune du district de Pelhřimov, dans la région de Vysočina, en République tchèque. Sa population s'élevait à 111 habitants en 2020.

## Géographie
Nová Buková se trouve à 4 km au nord-ouest de Horní Cerekev, à 11 km au sud-est de Pelhřimov, à 22 km à l'ouest-sud-ouest de Jihlava à 103 km au sud-est de Prague.
La commune est limitée par Nový Rychnov au nord, par Černov à l'est, par Horní Cerekev et Pelhřimov au sud et par Dobrá Vodá à l'ouest.

## Histoire
La première mention écrite de la localité date de 1203.

## Transports
Par la route, Nová Buková se trouve à 4 km de Horní Cerekev, à 13 km de Pelhřimov, à 29 km de Jihlava à 129 km de Prague.